# Prosolvia
Prosolvia var ett IT-företag, grundat 1988 i Göteborg av de två Chalmers-studenterna Dan Lejerskär och Morgan Herou. Företaget ägnade sig främst åt interaktiv visuell datorsimulering. Efter att Prosolvia i början av 1998 anklagats för att ha blåst upp sin vinst, ledde detta till slut till konkurs och till ett av Sveriges största brottmål. 

## Bakgrund
Prosolvia grundades 1988 och ägnade sig först åt fastighetsaffärer i Portugal, men gick senare över till att vara ett konsultföretag med inriktning på numeriska simuleringar, virtuella konstruktioner samt produktutveckling. 1990 hade företaget skaffat sig en bred skandinavisk kundbas inom numerisk simulering, samtidigt som man även började växa inom interaktiv visuell simulering. 1994 startades dotterföretaget Prosolvia Clarus, och man öppnade kontor i Västerås. Den första egenutvecklade programvaran för interaktiv visuell simulering släpptes på marknaden.
1995 dominerades verksamheten av mjukvaruutveckling och utveckling av integrerade system. Man började utveckla mjukvara för tillverkningsindustrin. 1995 öppnades kontor i Linköping, Jönköping, Oslo och Detroit, och året därpå i Helsingfors, München, Salt Lake City och San Diego. Dotterföretaget Prosolvia Systems startades och inriktade sig på produktionssimuleringar. Man utvecklade datorsimuleringsprogrammet PS-Engine RobotStudio som kunde användas för att simulera miljöer med produktionsrobotar. Under 1997 fördubblades antalet anställda på företaget. När dotterföretaget Prosolvia Interactive startades etablerade företaget sig i multimedia- och Internet-branschen.
Prosolvia utsågs 1997 till Årets tjänsteföretag av tidningen Dagens Industri. I mars samma år introducerades Prosolvia AB på Stockholmsbörsen med en introduktionskurs på 115 kronor per aktie. Den högsta kursen nåddes ett år senare då aktien köptes för 388 kronor per styck, vilket innebar ett totalt börsvärde på 4,7 miljarder kronor.

## Kraschen
I april 1998 ifrågasatte Dagens Industri Prosolvias bokslut för 1997. Prosolvia anklagades bland annat för att medvetet ha blåst upp vinsten. På tio månader föll Prosolvias börskurs från 388 kronor per aktie till 20 öre per aktie i slutet av 1998. Statliga Industrifonden tog över företaget, men när de inte längre ville vara med begärdes Prosolvia i konkurs i december 1998. 8 000 aktieägare i Prosolvia, däribland många småsparare, förlorade tillsammans hundratals miljoner kronor i samband med konkursen.
Flera i Prosolvia-ledningen, en anställd samt koncernens revisor från Öhrlings PwC delgavs misstanke om brott, däribland grovt svindleri och grovt bokföringsbrott. Huvudanklagelsen gällde att resultatet skulle ha blåsts upp från en förlust på 36 miljoner kronor till en vinst på 80 miljoner kronor. Affärer som ännu inte hade slutförts skulle, enligt anklagelsen, ha tagits upp på intäktssidan.
De misstänkta stämdes på sammanlagt 2,6 miljarder kronor. I mars 2005 friades de åtalade i Prosolvias ledning då åklagarna enligt den 900-sidiga domen inte kunnat bevisa att brott hade begåtts. Revisionsföretaget Öhrlings PwC stämdes på 1,4 miljarder kronor, men friades i oktober 2010. Domen överklagades dock och den 15 augusti 2013 ändrade hovrätten för västra Sverige den friande domen i tingsrätten och dömde att revisorerna skulle betala 890 miljoner kronor i skadestånd, 112 miljoner för motpartens rättegångskostnader samt ränta med drygt 1,1 miljarder, totalt ca. 2 miljarder kronor. Öhrlings PwC överklagade till Högsta Domstolen men överklagan drogs tillbaka efter att parterna nått en förlikning. . Förlikningen innebar att Öhrlings PwC omgående skulle betala 742,5 miljoner kronor till Prosolvias konkursbo och alla berörda fick därmed full täckning för sina kapitalfordringar. Detta var det största skadestånd som någonsin utbetalats i Sverige.
I och med den 1,5 år långa rättegången mot Prosolvia samt företagets höga börsvärde på 4,5 miljarder kronor vid kraschen 1998, betraktas Prosolviamålet som det största av sitt slag i Sverige.